# انمور، نیو ساوت ولز
انمور (به انگلیسی: Enmore) یک منطقهٔ مسکونی در استرالیا است که در نیو ساوت ولز واقع شده‌است.